# لويز ميشال (مترو باريس)
لويز ميشال (بالفرنسية: Louise Michel)‏ هي محطة مترو تابعة لمترو باريس تقع في فرنسا في لوفالوا-بيري.[بحاجة لمصدر]